# 884 Пријам
884 Пријам (енгл. 884 Priamus) је Јупитеров тројански астероид са средњом удаљеношћу од Сунца која износи 5,164 астрономских јединица (АЈ).
Апсолутна магнитуда астероида је 8,81 а геометријски албедо 0,058.